# Fortaleza Victoria
La Fortaleza Victoria es un sitio arqueológico que contiene ruinas precolombinas de una fortaleza en el norte de Bolivia, en la región de la Amazonía. En el lugar se encuentran los restos de un muro que rodea una superficie de 10 hectáreas y que encierra otras construcciones. Administrativamente se encuentra ubicado en el municipio de Puerto Gonzalo Moreno de la provincia de Madre de Dios en el departamento de Pando, cerca de la localidad de Las Piedras, a un kilómetro del río Beni. La datación por radiocarbono publicada del sitio de las ruinas sugieren que el sitio estuvo ocupado entre el 1300 y el 1600 d. C. En base a las diferencias de los restos arqueológicos encontrados en comparación con los de otros sitios en la región de Riberalta, se presume que Fortaleza Victoria pertenecía a una cultura distinta, e incluso se ha mencionado la posibilidad de que haya sido una fortaleza incaica.
Las ruinas fueron declaradas Patrimonio Histórico y Cultural de Bolivia, mediante la ley 2651 del 13 de abril de 2004, durante el gobierno de Carlos Mesa.

## Descubrimiento
En 1926, Marius del Castillo, Joseph King y Sydney Kendall informaron haber encontrado ruinas cerca de Riberalta en la confluencia de los ríos Madre de Dios y Beni. Los descubridores de las ruinas rápidamente enviaron telegramas al Ministro de Instrucción Pública en La Paz y a las autoridades de Cobija. Informaron del descubrimiento de unas intrigantes ruinas situadas a siete kilómetros de Riberalta, que datan del Paleolítico. Además, mencionaron haber encontrado cerámica de estilo Tiwanaku durante sus excavaciones iniciales y describieron el sitio como un montículo artificial de cinco metros de altura. En una carta al subprefecto de la provincia de Vaca Díez, donde se encuentra Riberalta, del Castillo proporcionó más detalles sobre el sitio, describiéndolo como una pirámide que contiene edificios tanto rectangulares como redondos del Paleolítico. También mencionó el hallazgo de una tumba neolítica dentro del sitio y fragmentos de cerámica de diversas formas de vasijas asociadas a la cultura Tiwanaku, que fueron transportadas a Riberalta.
En su libro Historia de Moxos de 1944 (reimpreso en 1986), José Chávez Suárez también menciona la fortaleza, que se encuentra en una loma artificial. En 1950, el historiador Said Zeitun López visitó las ruinas y posteriormente hizo un breve pero informativo análisis del sitio. Concluyó que representaba los restos de una fortaleza construida por los incas miembros de una expedición lanzada por Topa Inca (Túpac Yupanqui) y que era, por tanto, una manifestación decisiva de que la expedición inca realmente llegó a la confluencia del Madre de Dios y el Beni.
En 1976, Víctor Bustos Santelides y Kenneth Lee, mientras realizaban un extenso estudio de la región, visitaron el sitio e hicieron observaciones adicionales. Luego, entre 2001 y 2004, la investigadora finlandesa Sanna Saunaluoma, como parte del proyecto boliviano-finlandés llamado «El interés amazónico de los Incas», realizó excavaciones de prueba y estudios en la región de Riberalta, para estudiar la distribución de la ocupación precolombina.

## Características
La Fortaleza Victoria se encuentra sobre una antigua orilla de río de aproximadamente 10 metros de altura. El terreno del lugar es plano y se encuentra cubierto de una jungla densa. El sitio presenta un muro construido con bloques que sigue una antigua orilla del río y un foso curvo de 600 m de largo que conecta los extremos del muro. En las partes mejores preservadas, el muro tiene una altura de alrededor de 1,7 m y su espesor varía entre 70 y 100 cm. La estructura defensiva encierra un área de 10 ha y contiene un grupo de pequeños recintos definidos por muros bajos de conglomerado. El sitio fue identificado desde tierra y también mediante la técnica LiDAR, que puede detectar formaciones no naturales debajo de la capa de vegetación.

## Hallazgos
Las excavaciones realizadas a por el proyecto boliviano-finlandés «El interés amazónico de los Incas», entre 2001 y 2004, sugieren que a pesar de estar repartidos por aproximadamente diez hectáreas, Fortaleza Victoria fue densamente poblada ya que se encontró una gran cantidad de cerámica en prácticamente toda el área interna de esta estructura defensiva.
Entre los aproximadamente 5.000 fragmentos cerámicos excavados, la gran mayoría tienen procedencia de etnias amazónicas. Sin embargo, también se encontraron alrededor de 35 fragmentos de vasijas de aríbalos y vasos queros típicamente incas. Según los arqueólogos responsables de las excavaciones en Fortaleza Victoria, 35 fragmentos pueden parecer una porción muy pequeña de 5.000, sin embargo, los investigadores recuerdan que esta proporción es muy similar a la de la fortaleza inca Oroncota (en el sur de Bolivia) donde entre 400 fragmentos cerámicos, solo 7 eran claramente incas. La historiadora brasileña, Cristiana Bertazoni, afirmó en 2009 que la fortaleza de Las Piedras es una prueba concreta de la presencia inca en territorios mucho más allá del Cuzco, la capital del imperio incaico. Esto parece estar en línea con la versión de las fuentes históricas que los incas habrían llegado a aproximadamente 1.000 kilómetros del Cuzco.